# Карагайское сельское поселение (Тюменская область)
Карагайское се́льское поселе́ние — муниципальное образование в Вагайском районе Тюменской области Российской Федерации.
Административный центр — село Большой Карагай.

## История
Статус и границы сельского поселения установлены Законом Тюменской области от 5 ноября 2004 года № 263 «Об установлении границ муниципальных образований Тюменской области и наделении их статусом муниципального района, городского округа и сельского поселения».

## Население
| 2010 | 2011 | 2012 | 2013 | 2014 | 2015 | 2016 |
| ---- | ---- | ---- | ---- | ---- | ---- | ---- |
| 935  | ↘934 | ↘904 | ↘891 | ↘881 | ↘876 | ↘867 |
| 2017 | 2018 | 2019 | 2020 | 2021 | 2023 |      |
| ↘862 | ↗865 | ↘863 | ↘843 | ↘776 | ↘772 |      |

## Состав сельского поселения
| № | Населённый пункт | Тип населённого пункта       | Население |
| - | ---------------- | ---------------------------- | --------- |
| 1 | Абаул            | деревня                      | 319       |
| 2 | Большой Карагай  | село, административный центр | 498       |
| 3 | Еланская         | деревня                      | 34        |
| 4 | Ишаирская        | деревня                      | 83        |
| 5 | Тамбуряны        | деревня                      | 1         |